# Podolie
Podolie (ungarisch Felsőleszéte – bis 1907 Leszéte – bis 1898 Podola) ist ein Ort und eine Gemeinde im Westen der Slowakei, mit 1923 Einwohnern (Stand 31. Dezember 2024). Die Einwohner sind fast ausschließlich Slowaken.

## Geographie

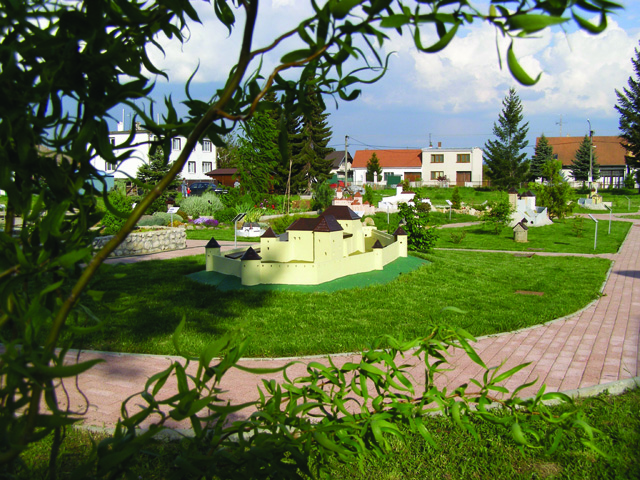
Der Miniaturpark „Matúšovo kráľovstvo“, Modell der Burg Branč

Die Gemeinde liegt im oberen Donauhügelland am oberen Dudváh, teilweise auch in den Kleinen Karpaten, 11 Kilometer südlich von Nové Mesto nad Váhom und 14 Kilometer nordwestlich von Piešťany gelegen.

## Geschichte
Podolie wurde zum ersten Mal 1392 als Lessethe schriftlich erwähnt.
1957 wurde der Ort Korytné (ungarisch Alsóleszéte) zur Gemeinde angegliedert.

## Bevölkerung
| Jahr                | 1994 | 2004    | 2014    | 2024    |
| ------------------- | ---- | ------- | ------- | ------- |
| Anzahl der Personen | 2071 | 2056    | 1958    | 1923    |
| Unterschied         |      | −0,72 % | −4,76 % | −1,78 % |

| Jahr                | 2023 | 2024    |
| ------------------- | ---- | ------- |
| Anzahl der Personen | 1892 | 1923    |
| Unterschied         |      | +1,63 % |

## Sehenswürdigkeiten
- römisch-katholische Georgskirche, ursprünglich gotische aus dem 14. Jahrhundert, 1748–58 barock umgestaltet, am Anfang des 20. Jahrhunderts um zwei Kapellen erweitert
- spätklassizistischer Glockenturm im Ortsteil Korytné
- Miniaturpark „Matúšovo kráľovstvo“